# Ialpug
Le Ialpug est un cours d'eau de Moldavie et d'Ukraine, long de 115 km.
Il prend sa source dans le raion de Cimișlia (46° 37′ 56″ N, 28° 35′ 22″ E) et s'écoule du nord au sud, traversant la ville de Comrat, puis longeant celles de Congaz et de Taraclia. Il entre en Ukraine au niveau de la ville de Bolhrad, puis se jette dans le lac Yalpug (45° 40′ 37″ N, 28° 35′ 31″ E), dans la région du delta du Danube.